# قطعنامه ۲۳۱ شورای امنیت
قطعنامه  ۲۳۱ شورای امنیت سازمان ملل متحد که در تاریخ ۱۵ دسامبر ۱۹۶۶ تصویب شد، سندی بین‌المللی دربارهٔ مسئلهٔ قبرس است. این قطعنامه طی نشست ۱۳۳۸ام 
با ۱۵ موافق،۰ مخالف و۰ ممتنع تصویب شد.